# Chironia serpyllifolia
Chironia serpyllifolia là một loài thực vật có hoa trong họ Long đởm. Loài này được Lehm. mô tả khoa học đầu tiên năm 1828.